# صادق‌آباد (سامان)
صادق‌آباد، روستایی ساحلی در حاشیه زاینده رود است که در شهرستان سامان از توابع استان چهارمحال و بختیاری قرار دارد.

## جمعیت
این روستا در دهستان هوره قرار دارد و براساس سرشماری مرکز آمار ایران در سال ۱۳۸۵، جمعیت آن ۶۰۶ نفر (۱۶۷خانوار) بوده‌است.